# بيل ريان (لاعب كرة قدم أسترالية)
بيل ريان (بالإنجليزية: Bill Ryan)‏ هو لاعب كرة قدم أسترالية أسترالي، ولد في 27 يوليو 1914، وتوفي في 1 يوليو 1966.

## وصلات خارجية
- بيل ريان (لاعب كرة قدم أسترالية) على موقع AustralianFootball.com (الإنجليزية)
- بيل ريان (لاعب كرة قدم أسترالية) على موقع AFLtables.com (الإنجليزية)